# Serinus
A Serinus a madarak osztályának verébalakúak (Passeriformes) rendjébe a pintyfélék (Fringillidae) családjába és a Carduelinae alcsaládjába tartozó nem.
Korábban jóval több fajt soroltak a Serinus nembe, de az újabban lezajlott filogenetikai és molekuláris biológiai vizsgálatok bebizonyították, hogy az a nem polifetikus.
Így 37 fajt leválasztottak onnan és átsorolták a korábban már használt Crithagra nembe.

## Rendszerezésük
A net Carl Ludwig Koch írta le 1816-ban, az alábbi fajok tartoznak ide:
- vöröshomlokú csicsörke (Serinus pusillus)
- csicsörke (Serinus serinus)
- szíriai csicsörke (Serinus syriacus)
- kanárimadár (Serinus canaria)
- szürkenyakú csicsörke (Serinus canicollis)
- sárgakoronás kanári (Serinus flavivertex)
- feketefejű csicsörke (Serinus nigriceps)
- feketefejű kanári (Serinus alario)